# (48501) 1993 FM
1993 أف أم (ويعرف أيضًا باسم (48501) 1993 أف أم وفق تسمية الكوكب الصغير) (بالإنجليزية: 1993 FM)‏ هو كويكب ضمن حزام الكويكبات؛ وترتيبه 48501 من حيث الاكتشاف.
اكتُشف هذا الجُرم الفلكي بواسطة ألان س. جيلمور في 23 مارس 1993.

## وصلات خارجية
- (48501) 1993 FM في قاعدة بيانات مختبر الدفع النفاث لأجرام النظام الشمسي الصغيرة

- الاكتشاف · مخطط المدار ·  العناصر المدارية · المعلمات المادية

- (48501) 1993 FM على موقع ويكي سكاي: DSS2, SDSS, GALEX, IRAS, Hydrogen α, X-Ray, Astrophoto, Sky Map, Articles and images